# 리마우스카소보타

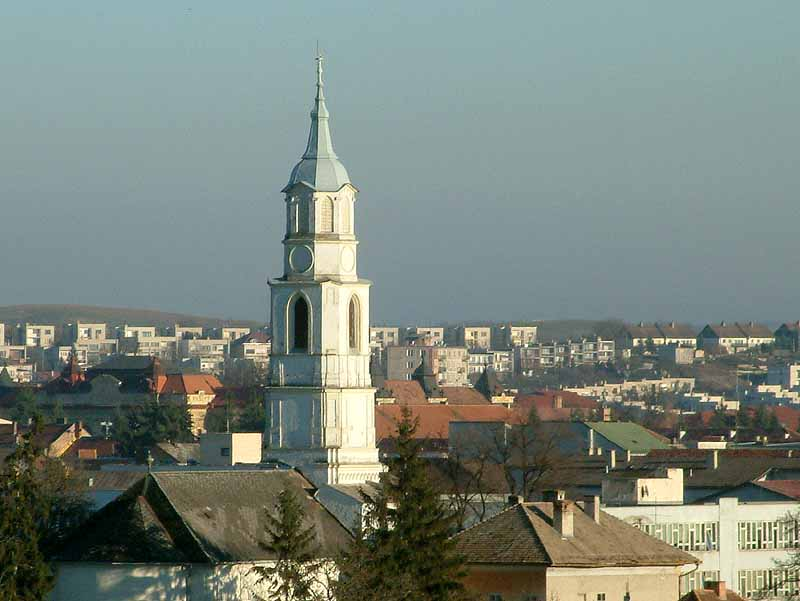
리마우스카소보타 시가지

리마우스카소보타(슬로바키아어: Rimavská Sobota, 헝가리어: Rimaszombat, 독일어: Großsteffelsdorf)는 슬로바키아 남부 반스카비스트리차주에 위치한 도시로 면적은 77.54km2, 높이는 241m, 인구는 21,842명(2021년 기준)이다. 리마바강 계곡에 위치한다.

시 문장

## 역사
신석기 시대에 마을이 형성되었으며 켈트족, 게르만족을 비롯한 여러 민족이 거쳐갔다. 7세기부터 8세기 사이에 슬라브족이 정착했고 헝가리의 지배를 받았던 11세기 후반에 중세 도시가 건립되었다. 1268년 문헌에 처음 등장했는데 1150년에서 1340년경까지 컬로처 대주교의 영지였다. 1334년에 세체니 터마시 가문에 소유권이 넘어갔고  1335년에 부더 도시법에 따른 도시 특권을 부여받았다.
15세기 초반까지만 해도 작은 도시에 불과했으나 점차 길드가 형성되면서 발전했다. 그러나 16세기부터 17세기 사이에 오스만 제국의 지배를 받으면서 잠시 중단되었다. 그러다가 18세기에 대장간, 직물, 제화 길드가 형성되면서 다시 성장했고 1790년대에 자유 특권 도시가 되었다. 1919년에 오스트리아-헝가리 제국의 해체와 함께 체코슬로바키아에 편입되었다.